# Miguel Ortega Nieves
Miguel Ortega (Lima, Departamento de Lima, Perú, 30 de noviembre de 1976) es un exfutbolista peruano que jugaba como volante de marca. Tiene 48 años.

## Trayectoria
En noviembre del año 2008 fue inhabilitado por dos años para el torneo de Segunda División.
En 2011 dirigió al club Politécnico de Juliaca quedando campeón de la liga Superior de Puno
Campeón con la cat-96 de la municipalidad de Puente Piedra en la copa crema 2012 y luego dirigió al Deportivo Racing de Cuyu Cuyu en la Liga Superior de Puno.
Trabajó en el 2013-2014 en el área de deporte y cultura de la Municipalidad de San Martín de Porres. Actualmente trabaja en el proyecto municipal creciendo con el fútbol de la Municipalidad de Puente Piedra con los niños y jóvenes de 7 a 17 años de edad del distrito, formando valores para el balompié peruano.

## Clubes
| Club                             | País | Año       |
| -------------------------------- | ---- | --------- |
| Deportivo Municipal              | Perú | 1995-1996 |
| José Gálvez FBC                  | Perú | 1997      |
| Juan Aurich                      | Perú | 1998      |
| Cienciano                        | Perú | 1999      |
| Deportivo Pesquero               | Perú | 2000      |
| Cienciano                        | Perú | 2001-2002 |
| FBC Melgar                       | Perú | 2003      |
| Universitario                    | Perú | 2003      |
| Universidad San Martín de Porres | Perú | 2004      |
| FBC Melgar                       | Perú | 2004      |
| Deportivo Municipal              | Perú | 2005      |
| Sport Boys                       | Perú | 2006      |
| Alfonso Ugarte                   | Perú | 2007      |
| UTC                              | Perú | 2008      |
| Diablos Rojos                    | Perú | 2009-2010 |